# 読書するマグダラのマリア
『読書するマグダラのマリア』（どくしょするマグダラのマリア（蘭: Maria Magdalena leest、英: The Magdalen Reading）は、初期フランドル派の画家ロヒール・ファン・デル・ウェイデンが15世紀に描いた絵画。オリジナルはオーク板に油彩で描かれた板絵で、もともとはより大きな祭壇画だったが、後にその祭壇画が複数枚に裁断されてしまったものである。この『読書するマグダラのマリア』は、その裁断された祭壇画の現存する断片の三枚のうちの一つで、1860年以来ロンドンのナショナル・ギャラリーが所蔵している。正確な制作年度は不明だが、1435年から1438年ごろに完成を見たのではないかと考えられている。
透き通るような肌、高い頬骨、楕円の目をもつ、当時の絵画作品の典型ともいえる理想化された上流階級の女性が描かれた作品である。描かれている女性は聖女マグダラのマリア（以下単なる「マリア」は「マグダラのマリア」を指す）とされており、その根拠として伝統的なキリスト教芸術でマリアを意味する香油壷が画面前面の床に描かれていることがあげられる。この作品ではマリアは読書に没頭しており、過去の罪業を悔悛し赦された観想的な生活を送る人物として表現されている。カトリックの伝統的教義ではマグダラのマリアはイエスの足に香油を注いだベタニアのマリア、ならびに罪の女  と同一視されている。図像学ではマグダラのマリアは本とともに描かれ、沈思しているその様子は涙にくれているか、あるいは目を背けて描かれることが多いとされている。ファン・デル・ウェイデンは、マリアの衣服のしわや質感、マリアの後方に立つ人物が持つロザリオの水晶、室内の様子など、細部にわたる非常に精緻な描写でこの作品を仕上げている。
『読書するマグダラのマリア』の背景は、長い間オリジナルの状態から暗色一色で厚く塗りつぶされてしまっていた。しかしながら1955年から1956年にかけて作品の洗浄が行われ、描かれていたマリアの後ろに立つ男性と裸足でひざまずく女性、そして窓越しの外の風景が元通りに修復された。背景に描かれている二人の人物像が一部しか残っていないのは、『読書するマグダラのマリア』がオリジナルの祭壇画から切断された作品であるためである。リスボンのカルースト・グルベンキアン美術館 (en:Museu Calouste Gulbenkian) には聖ヨセフの頭部が描かれているとされる『聖ヨセフの頭部』と聖カタリナを描いたとされる『聖女の頭部』と呼ばれる『読書するマグダラのマリア』の3分の1程度の大きさの2点の板絵が所蔵されており、この2点の板絵がオリジナルの祭壇画から切断された断片の一部ではないかと考えられている。オリジナルの祭壇画は聖会話を描いたもので、ストックホルムの国立美術館に、オリジナルの祭壇画から聖母子と聖者たちが描かれた部分を模写した1500年代終わりごろのドローイングが所蔵されている。このドローイングから『読書するマグダラのマリア』は、オリジナルの祭壇画の右側部分であったことが判明した。
ファン・デル・ウェイデンは生前には非常に成功した画家であったが、17世紀になるころにはその名前は忘れ去られてしまっており、作品と影響が再評価されたのは19世紀初頭になってからのことだった。『読書するマグダラのマリア』に残る最初の来歴は1811年の即売会のものである。その後オランダで多くの画商を経て、1860年にパリのコレクターからロンドンのナショナル・ギャラリーが買い取った。この作品について美術史家ローン・キャンベルは「15世紀美術でもっとも優れた傑作の一つであり、ファン・デル・ウェイデンの初期作品としてはもっとも重要な絵画である」としている。

## 概要

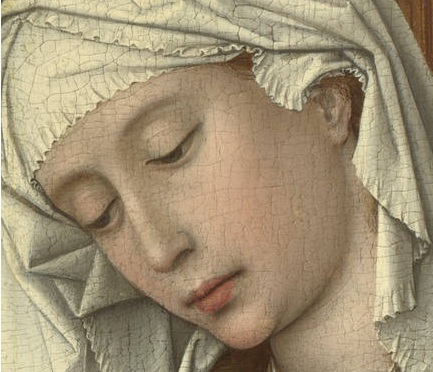
マリアの顔部分の拡大画像

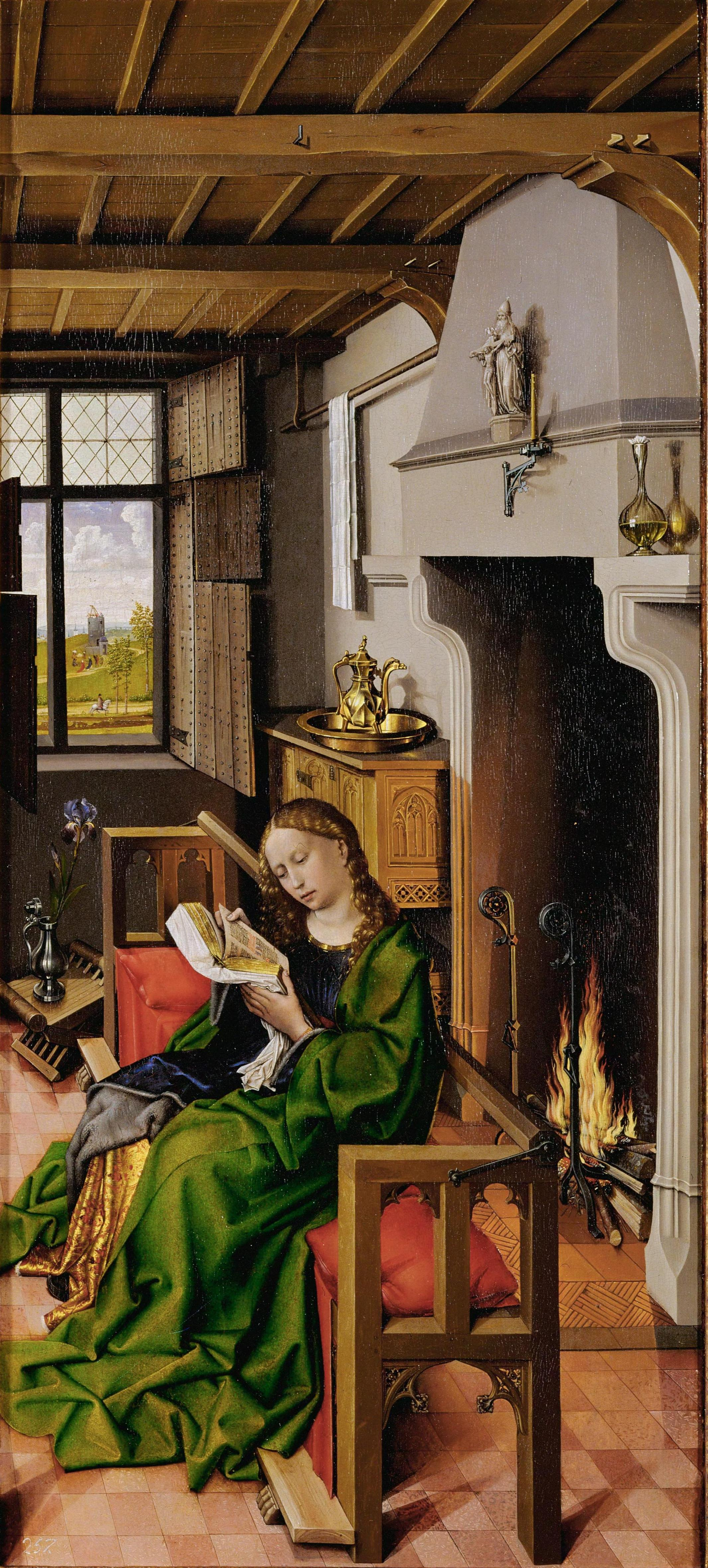
『ウェルル祭壇画』（1438年）、プラド美術館蔵
ファン・デル・ウェイデンの師と考えられているロベルト・カンピンの作品とされている。描かれている聖バルバラのポーズが『読書するマグダラのマリア』のマリアと似ている

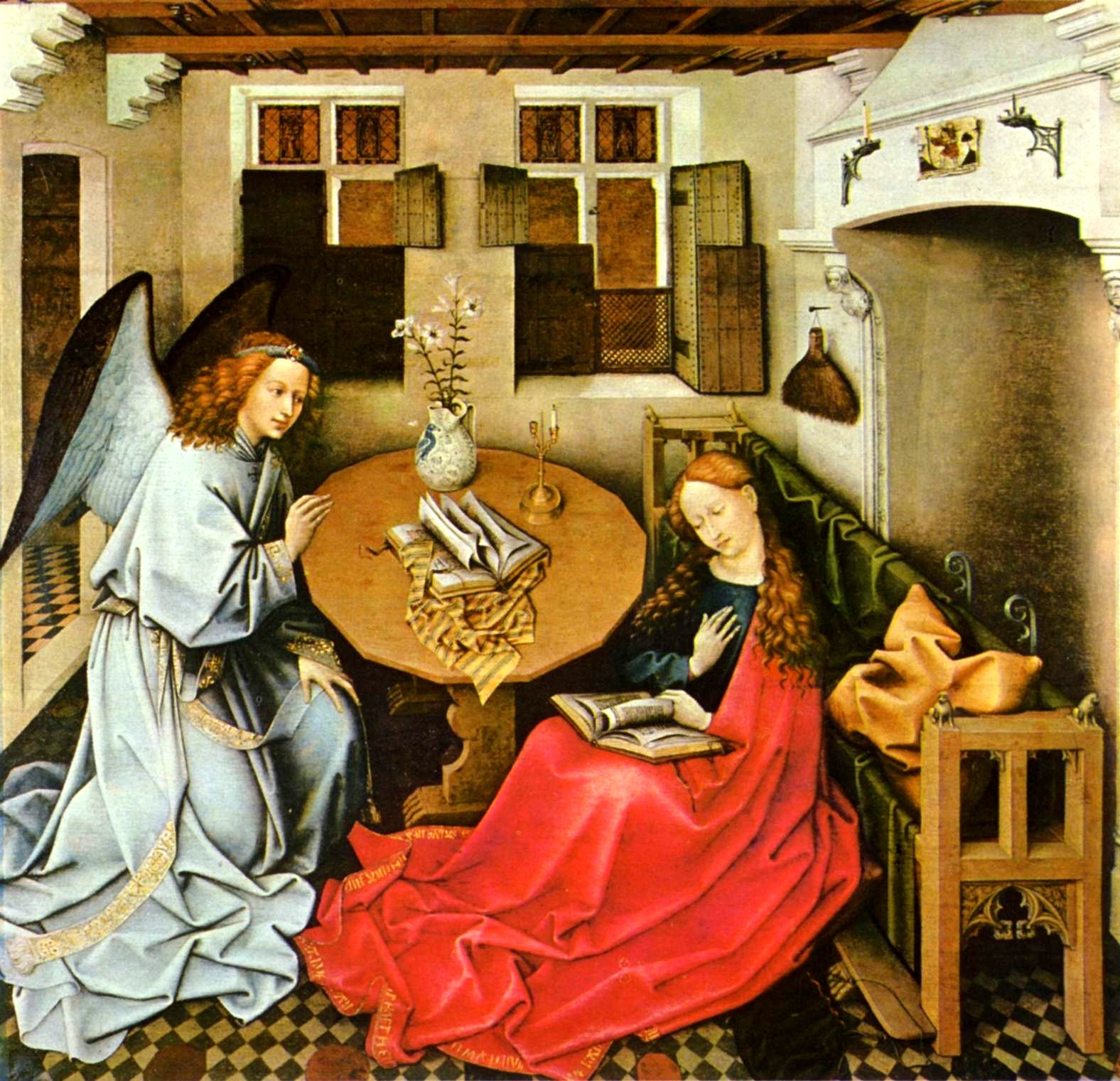
『受胎告知』（1420年 - 1440年）、ベルギー王立美術館蔵
ロベルト・カンピンの作品とされている。描かれている聖母マリアのポーズが『読書するマグダラのマリア』のマリアと似ている

初期ルネサンス絵画に描かれたマグダラのマリアは、複数の聖書における登場人物を混成したものだった。『読書するマグダラのマリア』でも、カトリックの伝統教義においてマグダラのマリアと同一視されていたベタニアのマリアをもとにして描かれている。ベタニアのマリアはキリストの足元に座して、み言葉に耳を傾ける物静かな女性として表現され「観想的生活」を象徴する。これに対してマリアの姉マルタは、マリアに接待の手助けを求める忙しい女性として表現され「活動的生活」を象徴している。ファン・デル・ウェイデンはこの作品でマリアを、首を軽くかしげてこの絵を観る者から上品に目をそらす、敬虔な若い女性として描いている。書物に没頭しているマリアは、女性を防護する効果があるとされていた白い肌着などを着用した姿で表現されている。美術史家のローン・キャンベルによれば描かれている書物は「13世紀ごろのフランスの聖書のよう」に見え「間違いなく聖なる書物」である。当時の絵画作品で読書する女性を描いた作品はほとんど存在していないが、文字を読むことが出来るということが、描かれている女性が上流階級の出身であるということを意味している。
ファン・デル・ウェイデンは肖像の姿勢に意味を持たせることが多く、この作品でも木製のサイドボードにもたれかかって赤色のクッションに座っているというマリアの半円状に描かれた外観が、自身を取り巻くあらゆるものに対して超然とし無関心であることを強調する効果がある。足元には、福音書にマリアがキリストの墓に香料を持参したという記述があることからマリアを象徴するシンボルとなっているアラバスターの香油壷が置かれている。窓越しの景色には遠くの運河に弓手が立っている風景が描かれ、対岸には運河の水面にも映る二人の人物像が描かれている。
ファン・デル・ウェイデンが描いたマリアのポーズは、ファン・デル・ウェイデンの師と考えられている画家ロベルト・カンピンとその工房が良く描いた宗教的な女性のポーズによく似ている。この作品におけるテーマ、色調ともに、プラド美術館が所蔵するカンピンの『ウェルル祭壇画』に描かれた聖バルバラに酷似しており、さらにカンピンの作品ではないかと考えられているベルギー王立美術館が所蔵する『受胎告知』に描かれた聖母マリアにも似ている。
他のファン・デル・ウェイデンの作品にみられる人物像と同様に、この作品におけるマグダラのマリアの表情は彫刻のようなくっきりとした表現で、身に着けている衣服も詳細に描かれている。中世美術においてマリアは裸身、あるいは赤、青、緑などの鮮やかな衣服で描かれることが多く、白の衣服で描かれることはまずない。この作品でも緑のローブを身にまとった姿で描かれている。緑のローブは胸下の帯（サッシュ (en:Sash)） で強く締め付けられ、アンダースカートに施された錦織が装飾のようにローブの下に見えている。2009年に美術史家チャールズ・ダーウェントは、マグダラのマリアが当時は娼婦だったと考えられていたことがこの作品から見て取れると指摘した。それはマリアのローブ裏面の毛皮に表現された毛羽 (en:Nap (textile)) と、頭部のベールからこぼれ落ちる髪の毛からだった。ダーウェントは「軽く曲げられたマリアの指は完全性を表しているかのようだ。無垢と官能との両方が表現され、ファン・デル・ウェイデンが描いたこのマリアは完全無欠で満ち足りているかのように見える。だが、その見方は正しくない」としている。中世では毛皮は女性の官能の象徴であり、マグダラのマリアを連想させるものとされていた。このことについて中世歴史家のフィリップ・クリスピンは、ハンス・メムリンクやクエンティン・マセイスといった芸術家が毛皮を身に着けたマリアを描いたことに言及し、「ロヒール・ファン・デル・ウェイデンの『読書するマグダラのマリア』以来、マリアは毛皮で裏打ちされた衣服で描かれるようになった」と指摘している。

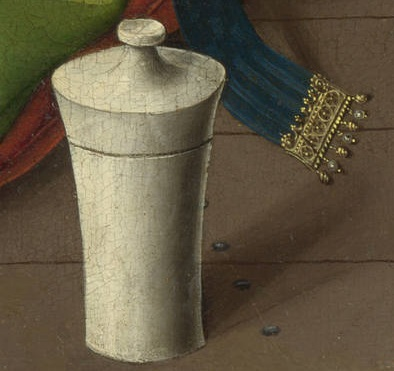
画面右下に描かれている香油壷と木床に一列に打たれた釘の拡大画像。金細工の帯飾りと影の表現にも注意。

美術史家キャンベルは、この作品での細部にわたる詳細な描きこみはヤン・ファン・エイクのそれを遥かに凌ぐものであるとしている。マリアの唇は朱色の濃淡と白、赤、さらにそれぞれの混色で着色されており、唇の端に行くにしたがって消え入るように薄くなっていく。ローブの毛皮の裏地には、ほとんど純白といえる色調から漆黒といえるような色調まで様々な階調のグレイが使用されている。ファン・デル・ウェイデンはローブの流れに沿って絵筆を平行に用いることによって毛皮の質感を表現し、顔料が乾燥する前に毛皮の毛羽立ちを描きいれている。金細工にはインパスト（厚塗り (en:impasto)）の技法が用いられ、様々な色合い、大きさの点描と格子状の線描で構成されている。
マリアの周囲に描かれているさまざまなものも、非常に詳細に表現されている。とくに木製の床面、釘、マリアの衣服の皺感、窓越しに見える人物の衣服、ヨセフが持つロザリオのビーズなどに顕著である。上方から降りそそぐの光の効果も入念に計算され、ヨセフが持つロザリオのビーズは明るく輝き、光がもたらす陰影の微妙な表現がサイドボードの飾り格子、本の金の留め具などにその効果をみることができる。マリアは読書に没頭しており、自身の周囲にはまったく関心を払っていないように見える。ファン・デル・ウェイデンはマリアを非常に静謐な品位を持つ人物として描いているが、このような表現はファン・デル・ウェイデンの作品にはあまりみられない。静謐な雰囲気の作品を好んで描いたヤン・ファン・エイクとは対照的に、ファン・デル・ウェイデンは当時のネーデルラントの画家の中でもとりわけ感情表現豊かな描写をする画家だったと見なされている。
美術史家ローン・キャンベルは、窓越しに描かれた小さな女性像と水面に映った女性の姿を「絵画におけるちょっとした奇跡」であるとし、「細部における精緻な描写はヤン・ファン・エイクをはるかに凌ぎ、その技量はじつに驚くべきものだ」と絶賛している。さらにキャンベルはこのような細部にわたる詳細表現は、祭壇画としてあるべき場所に収められていたときには、祭壇画から一定の距離がある会衆にはまったく分からなかったことだろうと指摘している。しかしながらこの作品のその他の部分については優れた表現とは言えず、創造性にかけているともいわれている。ある評論家は床部分とマリアの背後に描かれている食器棚はほとんどが未完成のようであるとし、「薄っぺらい印象しか与えない」と評している。食器棚の上に描かれた様々なものは、オリジナルの状態から切り取られてしまった現在ではその基部しかみることができない。右側の小さなピッチャーのように見えるものはおそらく聖遺物を収めた小箱で、左側に置かれているのは戸口を模した鋳造彫刻である。

## オリジナルの祭壇画

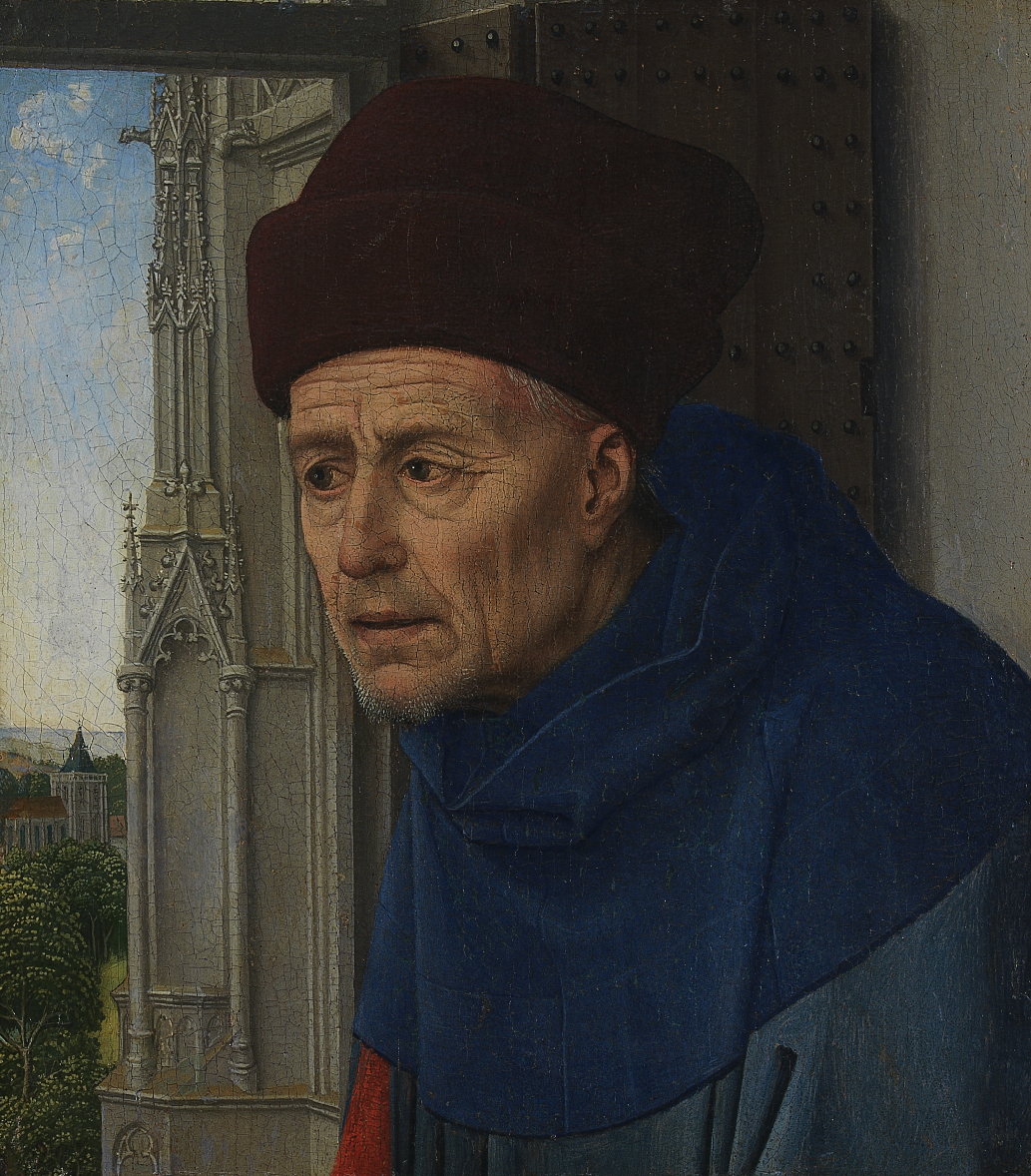
『聖ヨセフの頭部』、カルースト・グルベンキアン美術館（リスボン）、21cm x 18cm
聖ヨセフの頭部が描かれているとされ、胸から下は『読書するマグダラのマリア』に残っている男性の身体であると考えられている

ストックホルムの国立美術館が所蔵する『聖母子と聖者』 のドローイングは、ファン・デル・ウェイデンが描いたオリジナルの祭壇画を模写した習作の一部だと考えられている。このドローイングには背景や人物がおおまかに描かれており、画面左側から右側へと祝福のポーズをとっている、司教冠をかぶり司教杖を手にした、誰であるのか特定できない司教が描かれている。司教の前方に上から下へと描かれている数本の波打った線は、司教の足元にひざまずいて祝福を受ける人物の輪郭線を描こうとしたかのようにみえる。司教の右に描かれた裸足で髭を生やし粗末な衣服を着た福音記者ヨハネ、中央やや右には画面右へと身をよじる幼児キリストを抱いて腰掛ける聖母マリア、画面右でひざまずいている男性は洗礼者ヨハネであると、それぞれ考えられている。このドローイングは洗礼者ヨハネのローブまでしか描かれていない。そして『読書するマグダラのマリア』の画面右に描かれている赤のローブこそが、このドローイングに描かれた洗礼者ヨハネのローブであり、『読書するマグダラのマリア』の聖ヨハネが持つ杖が洗礼者ヨハネのローブと接している箇所までがこのドローイングに描かれているのである。このことは『読書するマグダラのマリア』がオリジナルの祭壇画から最初に切り出されたであろうことを意味している。

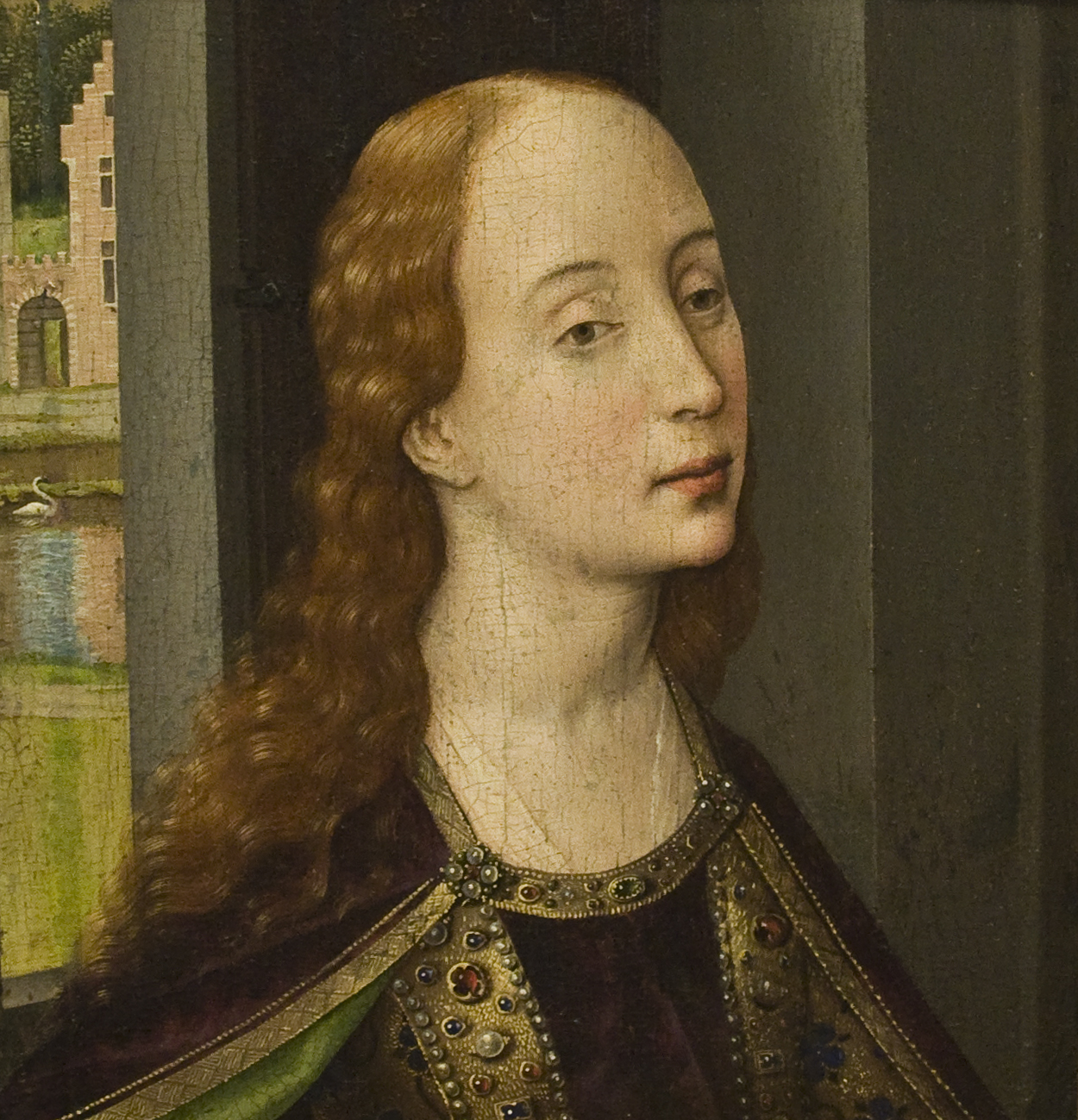
『聖女の頭部』、カルースト・グルベンキアン美術館（リスボン）、21cm x 18cm
描かれているのはアレクサンドリアのカタリナともいわれている。ほかの2点の作品に比べると出来はよくなく、おそらくファン・デル・ウェイデンの工房で弟子たちによって仕上げられたのではないかと考えられている

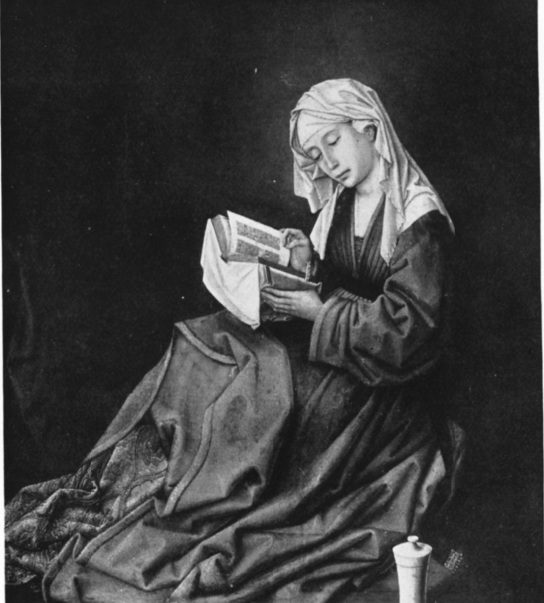
背景を塗りつぶしていた顔料が除去される前の1930年代に撮影された『読書するマグダラのマリア』の白黒写真。背景が塗りつぶされた理由、オリジナルの祭壇画が裁断された理由ともにはっきりしたことは分かっていない

1811年以前のいつかの時点で、オリジナルの祭壇画は少なくとも3枚に分割された。現在の『読書するマグダラのマリア』の保存状態は良好であるが、オリジナルの祭壇画が何らかの損傷を受けたためであると考えられている。さらに、ネーデルラント絵画は人気がなくなり流行遅れであるとみなされていた17世紀初頭に、『読書するマグダラのマリア』の背景が黒一色に塗りつぶされてしまっている。キャンベルは背景が塗りつぶされたのちに「この作品が優れた17世紀オランダ絵画のコレクションに紛れて飾られていたとしても何の違和感もなかっただろう」としている。現存する3点の断片の大きさと模写されたドローイングからすると、オリジナルの祭壇画は少なくとも縦1メートル、横1.5メートルはあったと考えられる。司教とマグダラのマリアの位置関係ははっきりしているが、断片にもドローイングにも残っていない部分についてはまったく判断が出来ないためオリジナルの正確な大きさは不明のままである。縦1メートル、横1.5メートル程度だったとすれば、15世紀当時の祭壇画としては小さい部類になる。『読書するマグダラのマリア』の背景を塗りつぶしていた顔料は1955年になって除去され、初めてカルースト・グルベンキアン美術館が所蔵していた聖ヨセフの上半身が描かれた『聖ヨセフの頭部』との関連性が明らかになった。この2点の作品はどちらも来歴がまったく残っておらず、1907年にフランスのシュレンヌのプライベートコレクションに記録されたのが最初だった。
『読書するマグダラのマリア』にはオリジナルの祭壇画に描かれていた二人の人物像の衣服の一部が残っている。左側の赤いローブはひざまずいている人物像のものである。この人物像は赤い服で描かれていることから洗礼者ヨハネを描いているとされている。マリアの背後には青と赤のローブをまといロザリオのビーズを持ち、杖をついて立っている人物像が描かれている。カルースト・グルベンキアン美術館が所蔵する『聖ヨセフの頭部』は、背景と衣服が『読書するマグダラのマリア』に下半身だけ残っているこの人物像と合致する。
カルースト・グルベンキアン美術館には、豪奢な衣服を身につけた、他の絵画から切り取られたと思われる女性の頭部を描いた『聖女の頭部』と呼ばれる絵画が所蔵されている。1907年に『聖ヨセフの頭部』と同時にシュレンヌのプライベートコレクションに記録された作品で、描かれている女性は聖カタリナではないかといわれている。この作品で衣服に描かれている天使と、背景に見られる川が『読書するマグダラのマリア』の窓外に描かれた川とつながることから、もともとはオリジナルの祭壇画の断片であり、ひざまずいた姿で描かれていたのではないかと考えられている。ストックホルムの国立美術館のドローイングにはこの女性は描かれておらず、可能性として衣服の輪郭のみが描かれているのかも知れないとされている。
1968年から1973年にかけてロンドンのナショナル・ギャラリー館長を務めたマーティン・ディヴィスやジョン・ウォードなどの美術史家は、この『聖女の頭部』がファン・デル・ウェイデンの真作あるいは弟子などのごく身近な画家の作品であることに疑問の余地がないにもかかわらず、『読書するマグダラのマリア』と同じ祭壇画の一部であるとする説に懐疑的である。これは『聖女の頭部』に描かれた窓枠は単純なものであるのに対し、『聖ヨセフの頭部』に描かれている窓枠はきちんと面取りがされていることなどがその根拠となっている。このような不一致は、ファン・デル・ウェイデンのほかの作品にはみられない。ただ、外観からすると『聖女の頭部』も『聖ヨセフの頭部』も同じ1.3cmという厚みで切り取られたサイズも『聖女の頭部』が18.6 cm x 21.7 cm、『聖ヨセフの頭部』が18.2 cm x 21cmと、非常に似通った作品なのは間違いない。
ローン・キャンベルは『聖女の頭部』について「『読書するマグダラのマリア』に比べると明らかに質が劣っており、優れた作品とはいえない」としているが、『聖女の頭部』、『聖ヨセフの頭部』、『読書するマグダラのマリア』がもとは同じ祭壇画の一部であった「可能性はある」としている。さらにキャンベルは「『聖女の頭部』の画面右端には、下書きとして描かれた絵筆のあとだと思われる赤色の小さな三角形がある。この赤い顔料は失われてしまった洗礼者ヨハネを描いた輪郭線だったのではないか」と指摘している。また、『聖女の頭部』の最外縁には額装を外したときにのみ顕れる小さな欠片があり、ウォードはこの欠片にはヨハネが着用しているローブのひだが見られると主張している。
ドローイング『聖母子と聖者』の司教の右にはひざまずく人物の輪郭のような線が描かれた不自然な空白があり、描かれているこの輪郭線は聖カタリナであると考えられている。現存している3点の作品にはこの聖カテリナに合致する人物像は残っていない。しかしながら1971年に美術史家ジョン・ウォードが、オリジナルの祭壇画には6名の聖人に囲まれた聖母子が描かれていたという説を唱え、現在ではこの推測が広く受け入れられている。19世紀以前の『聖母子と聖者』に関する来歴は不明ではあるが、1440年におそらくブリュッセルの工房で制作された、オリジナルの祭壇画から聖母子を写した彫刻がポルトガルに現存している。

## 作品にこめられた寓意
この作品でファン・デル・ウェイデンはマグダラのマリアを、ローマ教皇グレゴリウス1世の時代に『ルカによる福音書』11章に登場する悔悛した娼婦と同一視されたベタニアのマリアをもとにして描いている。その後マグダラのマリアは涙と読書とに関連付けられるようになり、罪人に悔悛の涙を流させるようなキリストの慈悲を象徴する人物となっていく。ルネサンス初期の芸術家たちがマグダラのマリアのことを、涙やみ言葉を象徴する穏やかな目をした女性、あるいは読書しながら涙を流す女性として描いたことも、このようなマリアのイメージを広く伝播させることに一役買った。16世紀にマリアを描いた絵画の中で好例といえるのがティントレットやティツィアーノの作品である。これらの絵画の中でマリアは書物を手にしており、本から目を背けて泣いている、天を見上げている、恥ずかしそうに作品を見る者のほうに目を向けているなどの表現で描かれている。モシェ・バラシュは著書『The Crying Face』のなかで、ファン・デル・ウェイデンの時代には、背けられた、あるいは伏せられた目の描写は「泣いている様子の典型的な絵画表現」になっていったとしている。

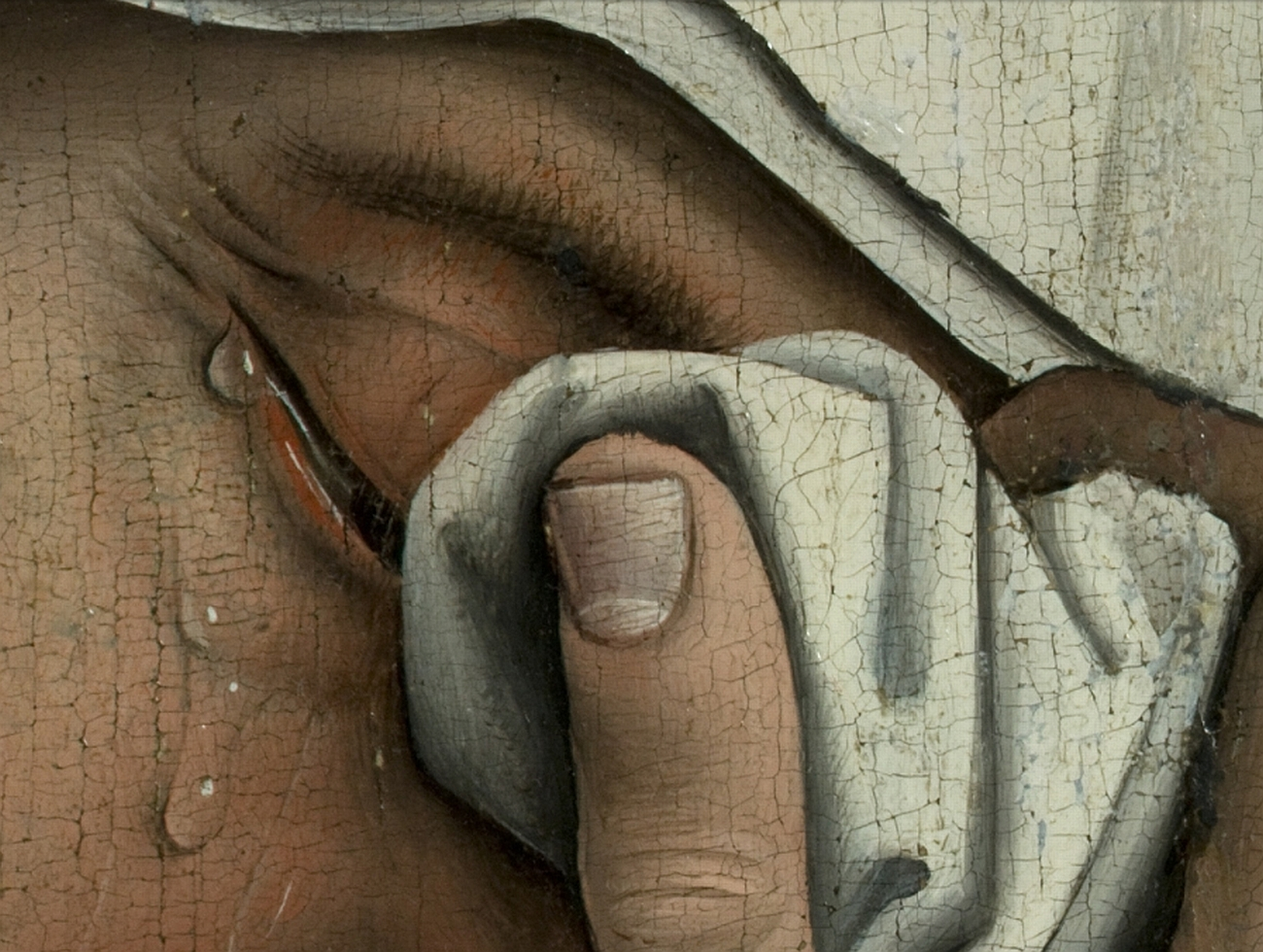
1435年ごろにのファン・デル・ウェイデンが描いた『十字架降架』の部分拡大画像。クロパの妻マリアの、涙にくれる目が描かれている。

中世ヨーロッパでは書物を読むことが宗教的な意味合いを帯びるようになっており、個人的な信仰の表れであるとして他人の目に触れる場所では読書をすることがなくなっていった。ファン・デル・ウェイデンはこの作品でマリアを室内で読書する女性として描いているが、これは15世紀半ばのヨーロッパにおける家庭的な女性の識字率や女性平信徒の増加という現象を反映したものである。宗教的書物が大量出版されるようになったことが、当時の女性に詩篇、時祷書などを身近なものにし、私室でこれらの書物を読むことがごく普通になっていった。実在のマリアが書物に親しんでいたかどうかということとは無関係に、17世紀までには芸術作品におけるマリアの姿は書物とともにある女性として表現されることが一般的になっていく。これはマリアがキリストの磔刑、埋葬とそれに続く復活の両方に立ち会った女性であったことがキリストの事跡の伝道者であると見なされ、聖書と不可分な存在とされたことによっていた。
マリアはキリストの教えを書物に象徴されるような「言葉」として広く伝える人物とされ、過去の自身の堕落と悔悛が記された書物を読む女性として表現された。マリアが敬虔な悔悛した元娼婦であると同時に、女性預言者、導師といった側面も伝統的に併せ持つ存在であることも、読書する女性という象徴性を強めている。カトリックの伝承ではマリアはその晩年30年にわたって、サント＝ボームで隠遁生活を送り、つねに書物を携えていたとされている。読書、筆写など書物に関することがマリアの晩年の瞑想や悔悛の象徴となっていたのである。しかしながら、13世紀ごろまでのマリアのイメージは、長い髪を身にからませながら恥知らずな暮らしを送った女性で、その後裸身を隠しながら流浪する「天使がもてあます天界と俗界を漂う」女性というものだった。
ファン・デル・ウェイデンが活動した時代では、香油壷はマリアを表す象徴としてごく一般的なものだった。また、ベタニアのマリアも懺悔するときにキリストの足に壷にある香油を塗ったとされている。ルネサンス期までのマリアのイメージは涙でキリストの脚を清め、自身の髪でその涙を拭ったというものだった。甘松の根から抽出した高価な香油をキリストの脚に注いだことから、マリアは「聖油の秘蹟」を象徴する聖女とされている。

## 制作年度と来歴
オリジナルの祭壇画の制作年度ははっきりとしていないが、1435年から1438年ごろと考えられている。ファン・デル・ウェイデンは1435年にブリュッセルの公式画家に任命されており、この祭壇画はそれ以降になってから描かれた作品であるとされている。『読書するマグダラのマリア』を所蔵するロンドンのナショナル・ギャラリーでは「1438年以前」であるとしている。美術史家ジョン・ウォードはオリジナルの祭壇画がファン・デル・ウェイデンの最初の名作であり、師であるロベルト・カンピンからの多大な大きな影響が見受けられるキャリア最初期の作品であるとしている。ウォードはカンピンの『ウェルル祭壇画』との関連性を指摘して、制作年度は1437年ごろではないかとしている。

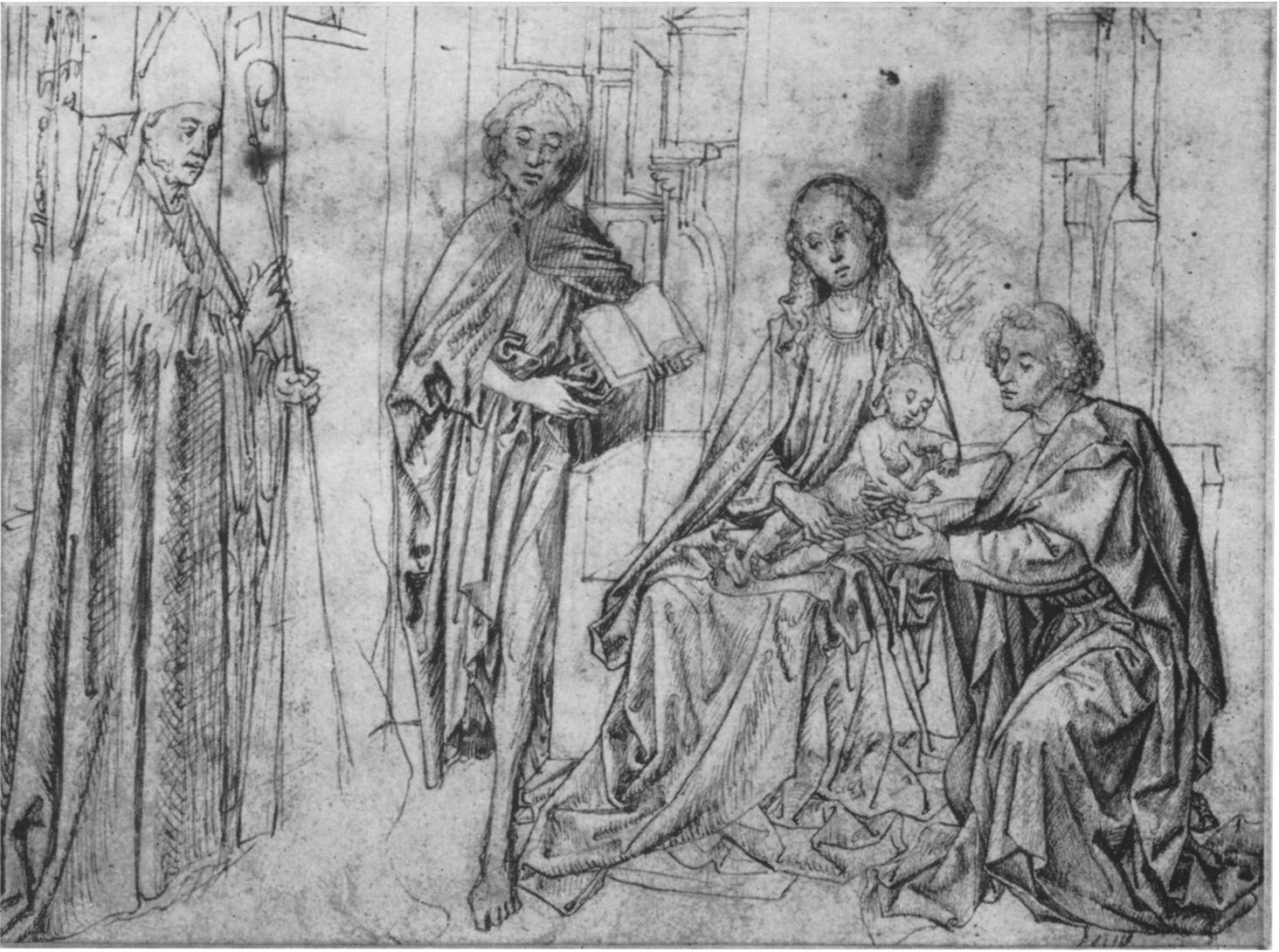
ストックホルムの国立美術館が所蔵する、『読書するマグダラのマリア』を含むオリジナルの祭壇画の一部を模写したドローイング。『読書するマグダラのマリア』よりも左側の部分が描かれている。画面最右側のひざまずいている人物像は洗礼者ヨハネであると考えられており、その衣装の一部が『読書するマグダラのマリア』の画面左側に見られる赤いローブである。美術史家ジョン・ウォードは画面右下隅に人物を配置するのは、ファン・デル・ウェイデンのほかの作品にもよくみられる構図であるとしている

他の多くの初期フランドル派の画家と同様に、ファン・デル・ウェイデンも19世紀になるまでは忘れ去られていた画家だった。このため、ファン・デル・ウェイデンの作品の多くが別の芸術家による作品と見なされたり、誤った制作年代を割り当てられていた。ベルリンの絵画館)が所蔵するファン・デル・ウェイデンの傑作『ミラフロレスの祭壇画』も、1950年代までは誰の作品であるのか特定されておらず、重要な絵画とは考えられていなかった。さらにファン・デル・ウェイデン、あるいはファン・デル・ウェイデンの弟子たちの作品が再発見、整理されはじめたのは20世紀半ば以降になってからである。そしてその過程で真贋が明らかになったり、『読書するマグダラのマリア』とカルースト・グルベンキアン美術館が所蔵する2点の小作品のように、それまで作者未詳だった絵画群が関連のある作品であることが発見されたケースもあった。
『読書するマグダラのマリア』の来歴の最初のものは、ハールレム在住のコレクターの遺品が1811年にカッシーノで売却されたときの記録で、この時点ですでにオリジナルの祭壇画から裁断されていた。その後、ハールレム在住のドモアゼル・フーフマンの財産目録に記録されている。さらに初期フランドル派絵画の主要な画商だったニーウェンホイス兄弟、パリ在住の美術コレクターのエドモンド・ボークザンと所有者が変遷し、1860年にチャールズ・イーストレイクによってロンドンのナショナルギャラリーが、初期フランドル派の「小規模だが粒より」のコレクションとして購入した。このコレクションには『読書するマグダラのマリア』のほかに、ロベルト・カンピンの2点の肖像画、シモン・マルミオンの板絵なども含まれている。これらの作品群が購入された時期は、ナショナル・ギャラリーが世界的な地位と名声を獲得し始めた時代でもある。おそらく1811年以前に赤いローブ、香油壷、床以外の背景が茶褐色の顔料で塗りつぶされていたと考えられており、この顔料の除去が開始されたのは1955年になってからだった。塗りつぶされていなかった箇所を筆頭に、全体として「画肌の保存状態は極めて良好」で、顔料の剥落などはほとんど見られない。
『読書するマグダラのマリア』は、1828年からナショナル・ギャラリーが購入する1860年までのどこかの時点で、名前が伝わっていない職人の手によってもとのオークのパネルからマホガニーのパネルへと移植されている。美術史家ローン・キャンベルは移植された時期について「まちがいなく1828年以降で、おそらくは1845年以降、そして（ナショナル・ギャラリーが購入する）1860年以前のこと」であるとしている。マホガニーのパネルへの移植時に使用されたと見られる、人工的に合成されたウルトラマリンの顔料が発見されていることから、移植されたのは1830年以降であると考えられる。これに対し、カルースト・グルベンキアン美術館が所蔵する2点の小作品は、もとのままのオークのパネルとなっている。ストックホルムのドローイングは1916年ごろのドイツの記録に記載されているのが見つかっており、もともとはスウェーデンにあった可能性がある。現在スウェーデンの国立美術館が所蔵しているのは、1918年にノルウェー人コレクターのクリスチアン・ランゴーの遺贈によるものである。

## ギャラリー

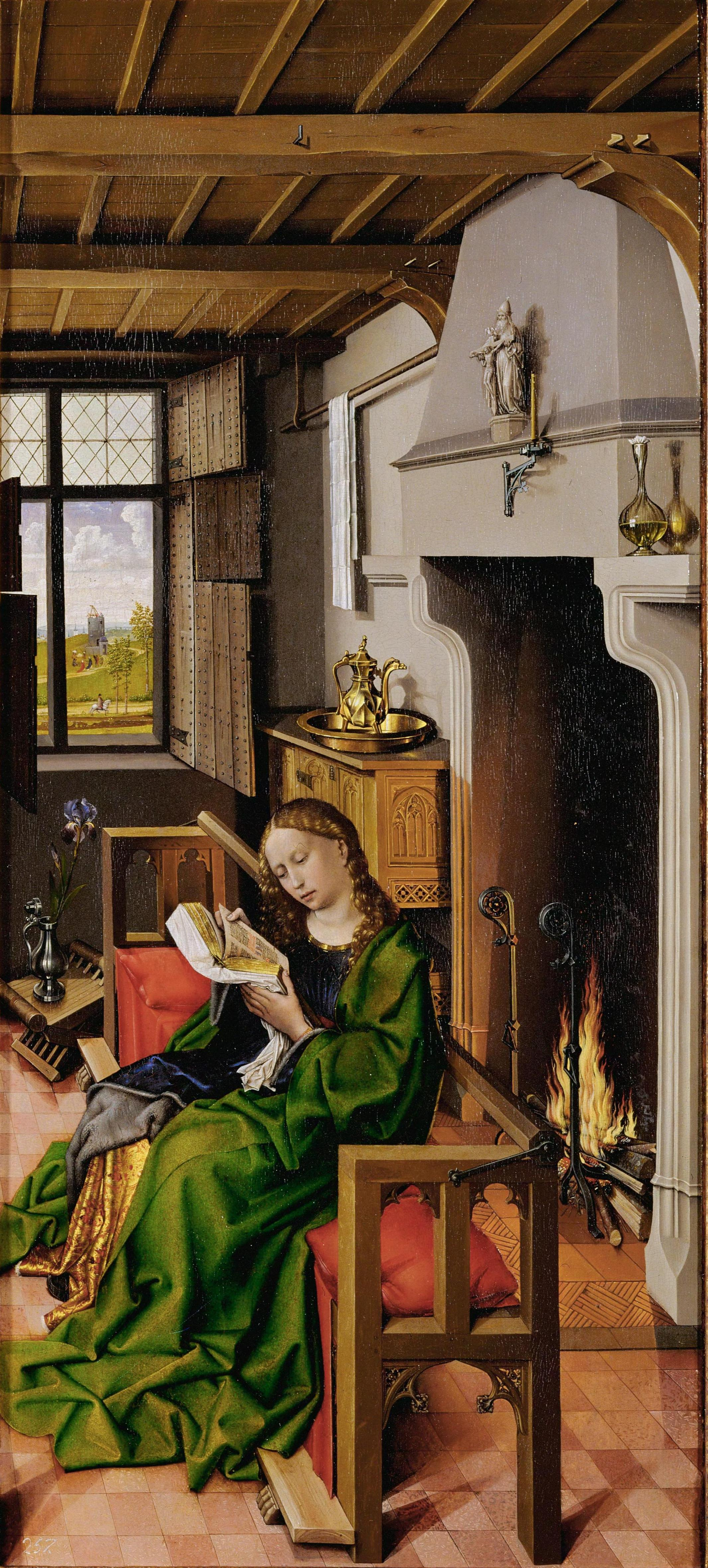
マドリードのプラド美術館が所蔵する、ロベルト・カンピンの作品『ウェルル祭壇画』（1438年）に描かれている聖バルバラ。カンピンはファン・デル・ウェイデンの師と考えられており、その独特の静謐な表現はファン・デル・ウェイデンの作品に大きな影響を与えた。
ワシントンのナショナル・ギャラリーが所蔵する、「フレマールの画家（ロベルト・カンピンのこととされている）」あるいはロベルト・カンピンの工房の作品『聖者と聖母子』（1440年 / 1460年頃）。この作品に描かれている、座って読書する聖母マリアのポーズ、質感豊かな衣服表現などに『読書するマグダラのマリア』への影響が見られる。
ニューヨークのメトロポリタン美術館の別館クロイスターズが所蔵する、ロベルト・カンピンあるいはその工房の作品『メロードの祭壇画』（1427年 - 1432年頃）の中央パネルに描かれた受胎告知。
ロンドンのヴィクトリア&アルバート博物館が所蔵する、16世紀のイタリア人画家アンブロシウス・ベンソンの作品『読書するマグダラのマリア』（1525年頃）。描かれている書物の厚さや装丁、繊細に表現された指先が、ファン・デル・ウェイデンの『読書するマグダラのマリア』とよく似ている。

### 関連文献
- Campbell, Lorne. "The Materials and Technique of Five Paintings by Rogier van der Weyden and his Workshop". London: National Gallery Technical Bulletin, 18, 1997. 68–86
- White, R. "Medium Analysis of Campin Group Paintings in the National Gallery" in Foister, Susan; Nash, Susie (eds). Robert Campin: New Directions in Scholarship. Antwerp: Turnhout, 1996. 71–76 ISBN 978-2-503-50500-8